# Auterive (Haute-Garonne)
Auterive is een gemeente in het Franse departement Haute-Garonne (regio Occitanie). De plaats maakt deel uit van het arrondissement Muret. In de gemeente ligt spoorwegstation Auterive. Auterive telde op 1 januari 2022 10.291 inwoners.

## Geografie
De oppervlakte van Auterive bedroeg op 1 januari 2022 36,54 vierkante kilometer; de bevolkingsdichtheid was toen 281,6 inwoners per km².

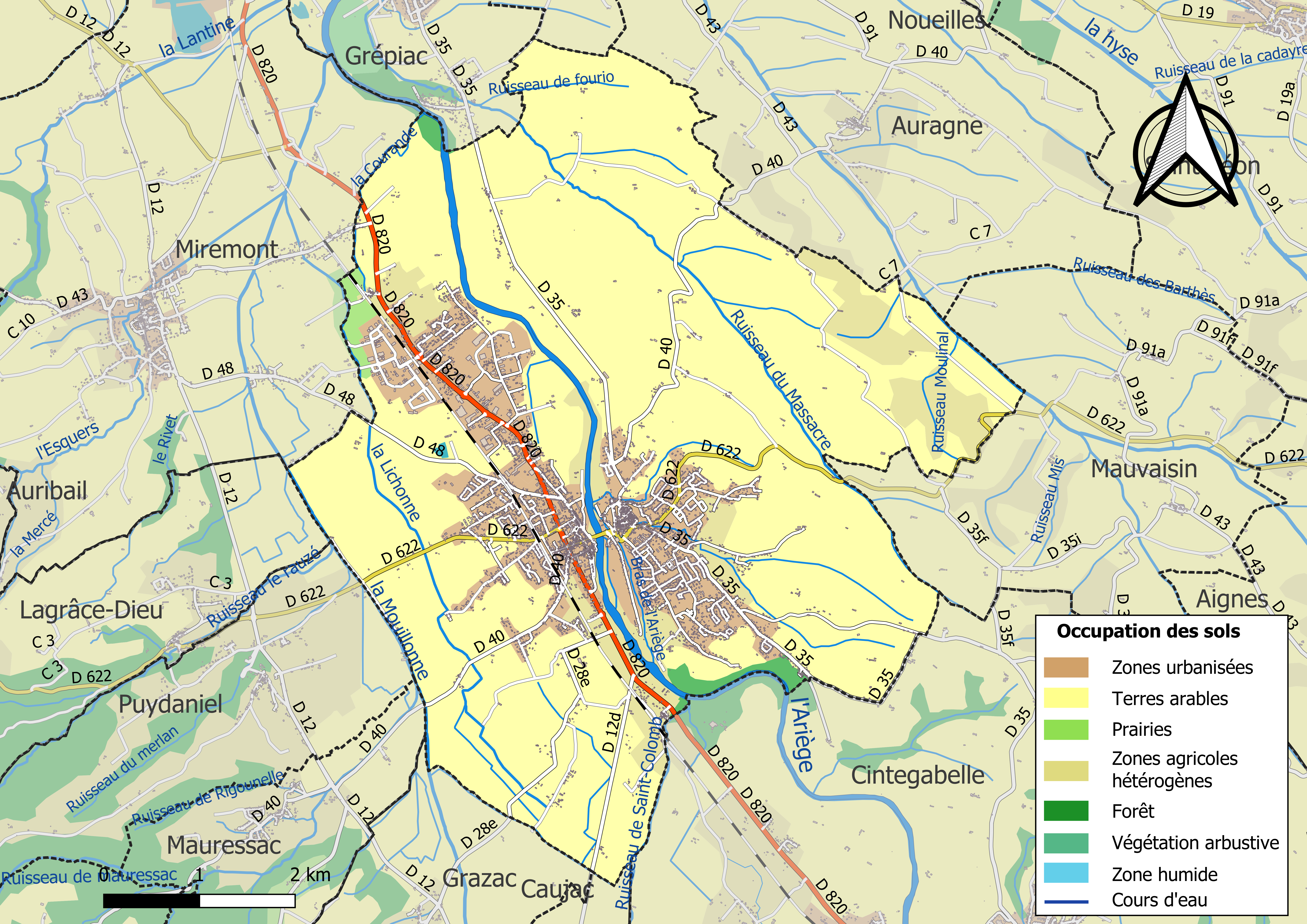
Kaart van de gemeente met belangrijkste infrastructuur, bodemgebruik en omliggende gemeenten

## Demografie
Onderstaande figuur toont het verloop van het inwonertal (bron: INSEE-tellingen).